# SN 1968I
SN 1968I – supernowa typu Ia odkryta 23 kwietnia 1968 roku w galaktyce NGC 4981. W momencie odkrycia miała maksymalną jasność 13,50m.